# Nenasilje
Nenasilje je način političkog djelovanja koji bezuvjetno isključuje bilo koji oblik fizičkog nasilja usmjerenog prema sebi, drugima ili okolišu za postizanje osobnih ili društvenih ciljeva. 
Na pojam nenasilje odnosi se niz borbenih tehnika koje ne uključuju nasilje zajedno s moralno-političkim filozofskim temeljima njihove primjene. Počiva na ideji kako svako nasilje rađa novo nasilje te da se stoga samo dosljednim provođenjem nenasilja može izaći iz tog 'začaranog' kruga. Nenasilje čini pozadinu mirovnih pokreta. 
Najpoznatiji ustrajni provoditelji nenasilja kao metode društveno-političkog aktivizma su Mahatma Gandhi, borac za nezavisnost Indije od britanskog imperijalizma te Martin Luther King, borac za građanska prava afroamerikanaca u SAD-u. 
Kao jedno od glavnih nadahnuća nenasilnog djelovanja često se navodi Isusov govor na gori na temelju kojega je Lav Tolstoj napisao djelo Kraljevstvo je Božje u vama i tako postavio osnove pokreta u političkoj teologiji koji zagovara nenasilje. Smatra se polazištem i Gandijevog i Kingovog djelovanja, a na isto su se često pozivali i Dorothy Day, katolička aktivistkinja, borkinja za društvenu pravednost i ustrajna pacifistkinja, osnivačica Katoličkog radničkog pokreta u SAD-u i njegov poznati član Ammon Hennacy.
Neki apologeti nenasilja polaze od ideje da je Bog bezopasan (neinvazivan) i da je takvo bilo i Njegovo ljudsko djelovanje pa da takvi trebaju biti i njegovi nasljedovatelji u svojim nastojanjima. 
Najpoznatiji nenasilni prosvjedi u Hrvatskoj odigrali su se u vrijeme Hrvatskog proljeća, ali su brutalno ugušeni. 
Osim političke, nenasilje ima i kulturno-društvenu usmjerenost.

## Poveznice
- Mirotvorstvo
- Kršćanski anarhizam